# مارك كوين
مارك كوين (بالإنجليزية: Mark Quinn)‏ هو لاعب كرة قاعدة أمريكي، ولد في 21 مايو 1974 في لا ميرادا في الولايات المتحدة.

## وصلات خارجية
- مارك كوين على موقعبيزبول رفرنس.كوم (الدوري الرئيسي) (الإنجليزية)
- مارك كوين على موقعبيزبول رفرنس.كوم (الدوري الثانوي) (الإنجليزية)
- مارك كوين على موقع مشجعي الرسوم البيانية (الإنجليزية)